# Siège du château de Matsuyama (1563)
Ne pas confondre avec Siège du château de Matsuyama (1537)
Le siège du château de Matsuyama en 1563 est une tentative réussie des armées alliées du clan Takeda-Go-Hōjō de reprendre le château de Matsuyama au clan Uesugi. Les Hōjō ont pris le château aux Uesugi lors du siège de 1537 mais le perdent en 1563 et cherchent donc à en reprendre le contrôle.
Le château de Matsuyama (Misashi), situé dans la province japonaise de Musashi (actuelle préfecture de Saitama), est ainsi appelé pour le distinguer des autres châteaux de Matsuyama du Japon. Repris par les Uesugi, qui en sont initialement possesseurs avant le siège des Hōjō 26 ans plus tôt, il est assiégé par les Hōjō et les Takeda très peu de temps après qu'il a été récupéré. L'armée assiégeante, commandée par Takeda Shingen et Hōjō Ujiyasu, emploie une équipe de sapeurs pour creuser sous les défenses du château afin de permettre à la plus grande partie de leurs forces un accès plus facile à leur cible.

## Source de la traduction
- (en) Cet article est partiellement ou en totalité issu de l’article de Wikipédia en anglais intitulé « Siege of Musashi-Matsuyama (1563) » (voir la liste des auteurs).